# Klarblå mosaikslända
Klarblå mosaikslända (Aeshna affinis) är en trollsländeart som beskrevs av Vander Linden 1820. Klarblå mosaikslända ingår i släktet mosaiktrollsländor, och familjen mosaiktrollsländor. IUCN kategoriserar arten globalt som livskraftig. Arten förekommer tillfälligt i Sverige, men reproducerar sig inte. Inga underarter finns listade.